# Euphorbia pithyusa
Euphorbia pithyusa är en törelväxtart som beskrevs av Carl von Linné. Euphorbia pithyusa ingår i släktet törlar, och familjen törelväxter.

## Underarter
Arten delas in i följande underarter:
- E. p. cupanii
- E. p. pithyusa

## Bildgalleri

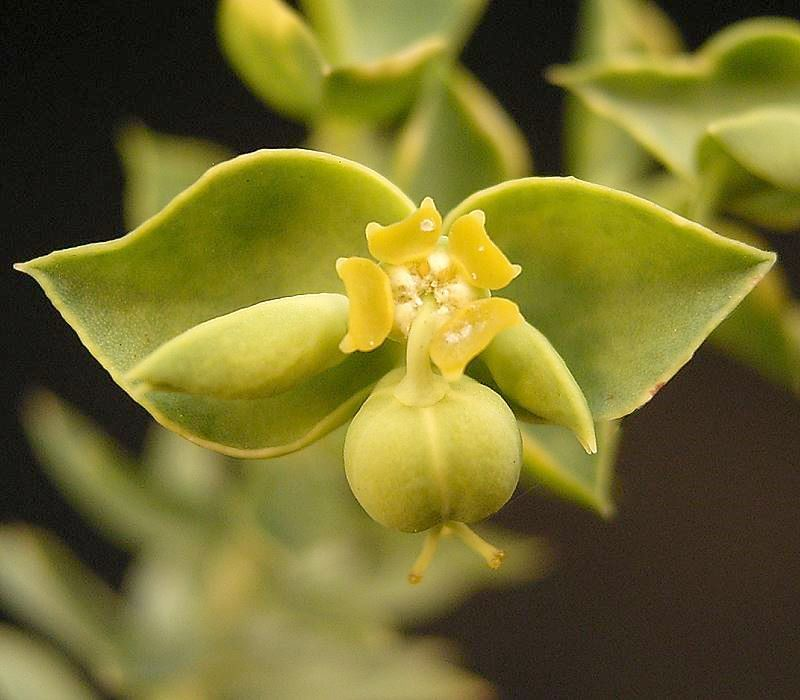
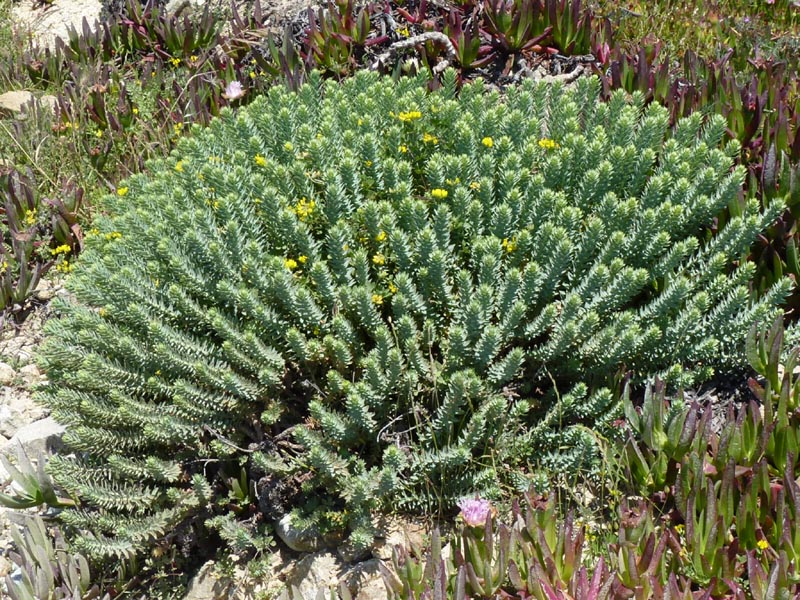
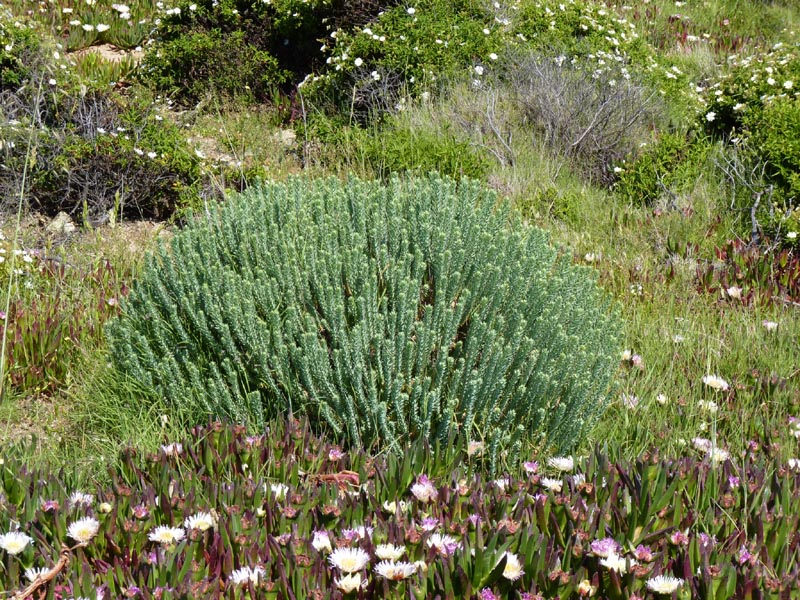
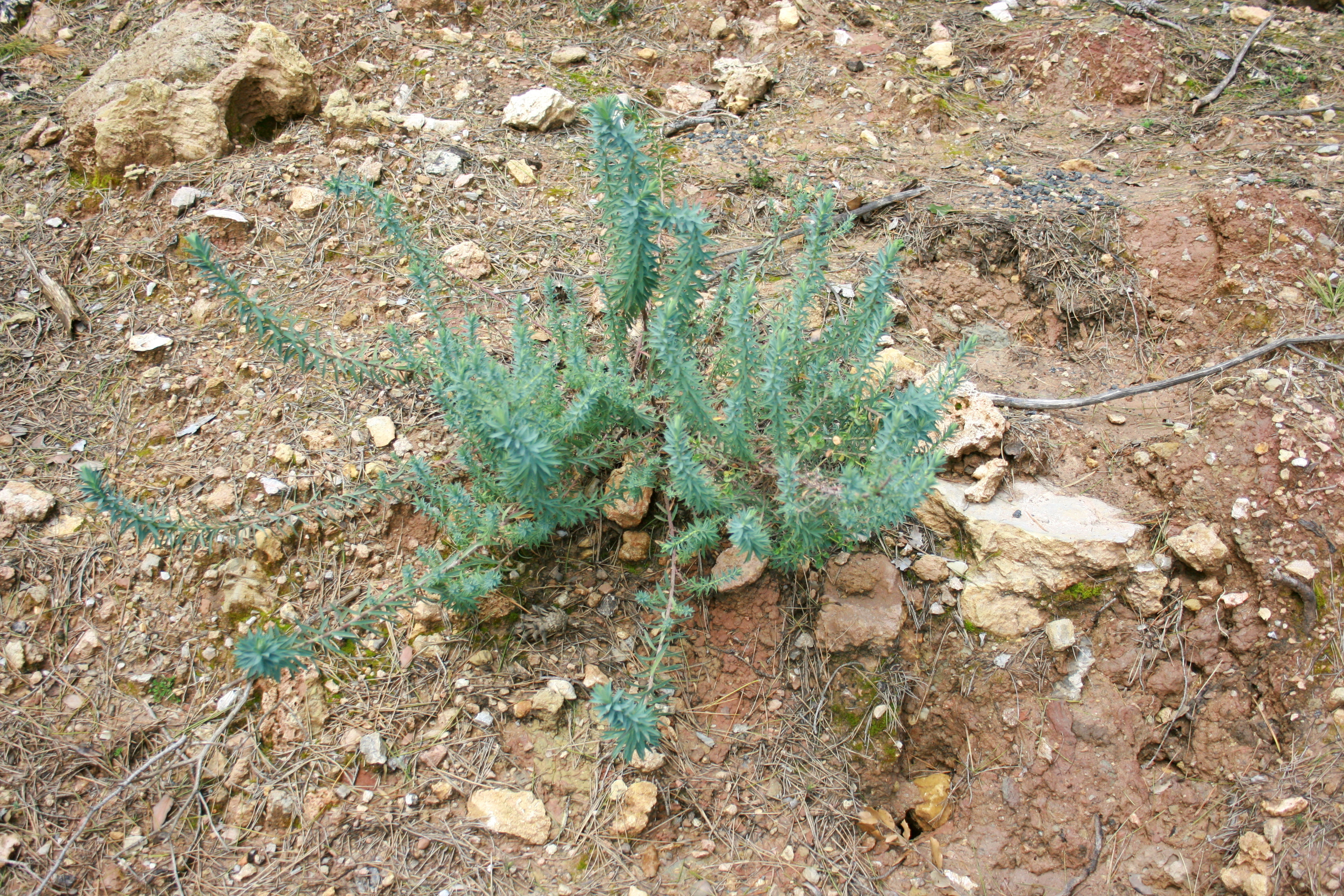